# 大鶴村 (大分県)
大鶴村（おおつるむら）は、大分県日田郡にあった村。現在の日田市の一部にあたる。

## 地理
大肥川の中流域と鶴河内川の流域に位置していた。

## 歴史
- 1889年（明治22年）4月1日、町村制の施行により、日田郡大肥村、鶴河内村が合併して村制施行し、大鶴村が発足[1][2]。旧村名を継承した大肥、鶴河内の2大字を編成[2]。
- 1955年（昭和30年）3月31日、日田市に編入され廃止[1][2]。

### 地名の由来
合併村名の各一文字を組み合わせたもの。

## 産業
- 農業[3]

## 交通

### 鉄道
- 1937年（昭和12年）国有鉄道日田彦山線が開通し大鶴駅（大字大肥）開設[2]。